# CKY
CKY neboli Camp Kill Yourself (stylizovaně cKy) je americká alternativní metalová skupina, která vznikla ve West Chesteru v Pensylvánii v roce 1997. Od svého vzniku se kapela skládá ze zpěváka a kytaristy Derona Millera, kytaristy a doprovodného zpěváka Chada I Ginsburga, bubeníka Jesse Margery a basisty Mattyho Janaitise.
Kapela vydala čtyři studiová alba, přičemž posledním albem je Carver City vydané v květnu 2009.
Původně se skupima jmenovala Camp Kill Yourself a později Camp. CKY proslavil skateboardingový seriál ve stylu Jackass taktéž s názvem CKY, který produkoval Bam Margera, bratr bubeníka Jesse. Skupina má také úzké vazby s CKY Crew, stejně jako k Jackass, Viva La Bam a Bam Unholy Union, kde byla použita řada jejich písní. Původní basista Ryan Bruni byl nahrazen Vernonem Zaborowskim v roce 2000.

## Historie
Základy CKY lze vysledovat zpět do roku 1992, kdy se zpěvák / kytarista Deron Miller a bubeník Jess Margera sešli na East High School v jejich rodném městě West Chester v Pensylvánii.V roce 1994 vydali první EP The Undiscovered Numbers & Colors. Miller a Margera později změnili svůj přístup k tvorbě a vytvořili novou "radio-friendly" kapelu Oil (stylizovaně oIl).